# HMS Halifax (1768)
HMS Halifax — 6-пушечная шхуна Королевского флота, исходно пакетбот Nova Scotia Packet. Спущен на воду в сентябре 1765 года, вероятно на военно-морской верфи в Галифаксе. 
Исходно строился силами частных владельцев (вероятно, с поддержкой властей) для работы на линии Галифакс-Бостон. Первое плавание совершил 15 октября 1765 года, капитан — Бенджамин Грин-младший (англ. Benjamin Green Jr). Выполнил 23 рейса в оба конца.

## Королевская служба
В июле 1768 года зафрахтован для Королевского флота коммодором Самуэлем Худом для доставки донесений в Портсмут (Англия); прибыл 20 августа. Худ же рекомендовал закупку. 
Закуплен приказами Адмиралтейства от 12 и 19 октября 1768 года. Назван HMS Halifax. Как полагалось всем новым кораблям Его величества, в сентябре прошел инспекцию в Портсмуте. Благодаря этому о Halifax сохранилось много подробностей, включая черетежи. Обычно о колониальных шхунах известно мало.
С 29 октября по 3 декабря 1768 года оснащался в Портсмуте. 
Вступил в строй в октябре 1768, командир — лейтенант Самуэль Скотт (англ. Samuel Scott).
3 января 1769 года отправился в Бостон. 
Декабрь 1770 года по апрель 1771 года — ремонт в Портсмуте.
1771 год — лейтенант Абрахам Креспин (англ. Abraham Crespin).
1773 год — лейтенант Джейкоб Роджерс (англ. Jacob Rogers).
1774 год — Северная Америка, лейтенант Джозеф Нанн (англ. Joseph Nunn).
Сел на мель, получил пробоину и затонул 15 февраля 1775 года в гавани Махиас (современный Крэнберри-Харбор, штат Мэн).

## Конец службы — неясности
В списках флота с мая 1775 года числится еще один HMS Halifax, приобретенный в 1775 году. Его размерения не отличаются от HMS Halifax 1768 года. Другие подробности неизвестны, возможно что это тот же корабль, поднятый и возвращенный в строй. Однако прямой связи нет, и его часто указывают отдельно.
1776 год — лейтенант Генри Моуэт (англ. Henri 'Mad' Mowatt). 18 октября 1776 года был при сожжении Фалмута, за которое Моуэтт получил прозвище «бешеный».
5 июля 1779 года — в Нью-Хейвене.
Продан приказом Адмиралтейства от 19 февраля 1780 года.